# The Beach Bum
The Beach Bum est une comédie dramatique américaine écrite et réalisée par Harmony Korine, sortie en 2019.

## Synopsis
Moondog, voyou rebelle mais attachant, vit sa vie selon ses propres règles. Alors qu'il pensait s'être constitué un « trésor de guerre », son butin disparaît soudainement. Mais Moondog va survivre en renaissant une nouvelle fois de ses cendres.

## Fiche technique
Sauf indication contraire, les informations mentionnées dans cette section peuvent être confirmées par la base de données cinématographiques IMDb,  présente dans la section « Liens externes ».
- Titre original et français : The Beach Bum
- Titre québécois : Débauche à Miami
- Réalisation et scénario : Harmony Korine
- Direction artistique : J. Mark Harrington
- Décors : Adam Willis
- Costumes : Heidi Bivens
- Photographie : Benoît Debie
- Montage : Nick Fenton et Colby O'Brien
- Musique : John Debney
- Production : Charles-Marie Anthonioz, Mourad Belkeddar, Steve Golin, John Lesher et Nicolas Lhermitte
- Sociétés de production : Anonymous Content, Grisbi Productions
- Sociétés de distribution : Neon (États-Unis), Mars Distribution (France)
- Pays d’origine :  États-Unis
- Langue : anglais
- Format : couleur - 35 mm - 2.35:1 - son Dolby numérique
- Genre : comédie dramatique
- Dates de sortie[1] : 
  - États-Unis : 9 mars 2019 (festival South by Southwest) ; 29 mars 2019
  - Suisse romande : 5 juillet 2019 (Festival international du film fantastique de Neuchâtel 2019)
  - France : 7 juillet 2021 (DVD)
- Interdit aux moins de 12 ans lors de sa sortie en DVD

## Distribution
- Matthew McConaughey (VQ : Daniel Picard) : Moondog
- Snoop Dogg (VQ : Martin Desgagné) : Lingerie
- Zac Efron (VQ : Nicolas Charbonneaux-Collombet) : Fricker
- Isla Fisher (VQ : Véronique Marchand) : Minnie
- Martin Lawrence (VQ : Manuel Tadros) : Le capitaine Wack
- Jonah Hill (VQ : Olivier Visentin) : Lewis
- Stefania Owen (VQ : Geneviève Bédard) : Heather
- Ricky Diaz : Jonathan
- Jimmy Buffett : lui-même
- Clinton Archambault : l'avocat de Moondog

## Production
En février 2017, Matthew McConaughey est annoncé dans un film écrit et réalisé par Harmony Korine. En octobre 2017, Isla Fisher rejoint le film. En novembre 2017, Ricky Diaz est officialisé dans le rôle de Jonathan,. En décembre 2017, Zac Efron rejoint lui aussi la distribution.
Le tournage débute en novembre 2017,. Il a notamment lieu à Miami.